# La superviviente
La superviviente (en el francés original, La Survivante) una serie de ciencia ficción erótica creada por Paul Gillon desde 1985 hasta 1991 para la revista L'Echo des Savanes.

## Argumento
Organizada en cuatro episodios, el argumento tiene por protagonista a una joven mujer parisina, llamada Aude Albrespy, que resulta ser la única sobreviviente de una catástrofe planetaria mientras se encontraba explorando unas cavernas submarinas, exploración en la que también ha perecido su pareja Dick, el cual, salvo sus menciones, no tiene presencia ni relevancia en la historia. Al salir a la superficie, descubre que prácticamente la totalidad de la humanidad y seres vivos han sido fulminados (aparentemente por un holocausto nuclear) y sólo permanecen operativos los cybers, robots que sirven a los humanos en el mundo futurista en que se encuentran. Resignada a su destino, se aloja en el hotel Crillon de París donde ve pasar los días en compañía de un robot antropomorfo llamado Ulises. Este primer episodio (titulado homónimamente, "La superviviente") concluye con la llegada de Stanny, un astronauta que también ha sobrevivido a la debacle, pero tras un fugaz romance es asesinado por un celoso Ulises, para consternación de Aude.
El segundo episodio, "El heredero", trata sobre la incómoda relación de Aude con el fruto de su apasionado encuentro con Stanny, Jonas, quien tras el rechazo inicial de la madre encuentra en Ulises una figura paternal, hasta que su obsesiva protección conmina a ambos a abandonar al robot en busca de libertad. El tercer episodio, "La revancha" relata la huida de Aude y su hijo Jonas hacia el espacio, donde descubren a un grupo de humanos en una estación espacial, los cuales también están entregados al hedonismo y la lujuria, causando un conflicto por el cual la mujer y su hijo regresan a la tierra donde son apresados por los robots. La historia concluye en el episodio cuarto, "Ultimátum", en que Aude es sometida por Ulises y revive sórdidos episodios de su vida, mientras su hijo acaba siendo ejecutado por una horda de máquinas. La conclusión muestra a Aude en un desesperanzado escape de su prisión terrenal, arrojandose a las aguas del río Sena donde criaturas mutantes provocan en ella una metamorfosis, permitiéndole huir al espacio donde se finalmente se desintegra en partículas elementales,sugiriendo ambiguamente una futura reencarnación.

## Temas de la obra
Publicada en la década de los 80, tópicos de la guerra fría están presentes en la estética del cómic (es contemporáneo a V de vendetta de Alan Moore), como el totalitarismo conservador, la sociedad de consumo y la guerra nuclear. En su planteamiento estético la historia evoca al filme "Los últimos cinco" (Five, 1951) de Arch Oboler, el primero en tratar el tema del holocausto nuclear en el cine, que sitúa pasajes narrativos en grandes urbes deshabitadas, mientras el argumento dramático tiene lugar en interiores lujosos. También contiene elementos de "La hora final" (On the beach, 1959) de Stanley Kramer, en sus aspectos nihilistas de un reducido grupo de supervivientes de una guerra atómica abandonado al placer como evasión de un futuro inexistente. Las ilustraciones de Gillon tienen un trazo más bien austero, recurriendo al estilo bloqueado en alternancia con una gran fidelidad hacia la figura humana lineal, similar a los ilustradores Alberto Breccia y Enric Sió, manteniendo un cuidado detalle por los elementos arquitectónicos como François Schuiten, resultando en un estilo propio, despojado de estridencias y muy ad hoc al áspero desencanto contenido en el relato. No obstante, el rasgo más perceptible de la obra es la profusión de escenas sexuales explícitas, incluyendo temas altamente controversiales como la zoofilia y la pedofilia. La figura y actitud de Aude, sutilmente andrógina, de melena corta, pero muy desprejuiciada respecto a su desnudez, asemeja un estereotipo de la francesa mordaz y desinhibida, que recuerda a actrices como Catherine Wilkening, Isabelle Huppert e Irène Jacob, y en gran medida a la actriz de cine para adultos Chloë des Lysses, cuya frialdad interpretativa dotó el erotismo pornográfico de un aura intelectual única en su género. Siendo ésta una historia de ciencia ficción erótica, el sexo y la genitalidad son elementos preponderantes en el relato, contrastando éstos con la desolación de un mundo yermo y la deshumanización de un planeta regido por máquinas, en efecto, varias escenas muestran a Aude en actos sexuales con el robot Ulises dotado de un falo mecánico, ironizando en reflexiones de la protagonista sobre la anormalidad de tales encuentros.

## Trayectoria editorial
Muy pronto, la serie empezó a ser recopilada en álbumes por Albin Michel:
1. La survivante (11/1985)
2. L'héritier (10/1987)
3. La revanche (11/1988)
4. L'ultimatum (11/1991)

Al mismo tiempo, se traducía a otros idiomas. En España Toutain la presentó en su revista "Zona 84" y publicó sus dos primeros álbumes en 1990, siendo New Comics quien la editase de forma completa en su cabecera "Bronx Story" de 1995.
Mientras tanto, en Francia, Albin Michel lanzó el 11/1995 un primer integral de la serie, seguido por otro de Drugstore el 03/2011. Esta última edición fue traducida al castellano por Glénat España ese mismo año.